# Kanton Marquion
Marquion is een voormalig kanton van het Franse departement Pas-de-Calais. Het kanton maakte deel uit van het arrondissement Arras.

## Gemeenten
Het kanton Marquion omvatte de volgende gemeenten:
- Baralle
- Bourlon
- Buissy
- Écourt-Saint-Quentin
- Épinoy
- Graincourt-lès-Havrincourt
- Inchy-en-Artois
- Lagnicourt-Marcel
- Marquion (hoofdplaats)
- Oisy-le-Verger
- Palluel
- Pronville-en-Artois
- Quéant
- Rumaucourt
- Sains-lès-Marquion
- Sauchy-Cauchy
- Sauchy-Lestrée

Deze zijn allemaal overgeheveld naar het kanton Bapaume